# Georgi Alexandrowitsch Beloussow
Georgi Alexandrowitsch Beloussow (russisch Георгий Александрович Белоусов; * 26. Dezember 1990 in Korkino, Russische SFSR) ist ein russischer Eishockeyspieler, der seit Mai 2018 bei Awtomobilist Jekaterinburg in der Kontinentalen Hockey-Liga unter Vertrag steht.

## Karriere
Georgi Beloussow begann seine Karriere als Eishockeyspieler bei Witjas Tschechow, für dessen zweite Mannschaft er in der Saison 2005/06 in der drittklassigen Perwaja Liga aktiv war. Von 2006 bis 2009 spielte der Flügelspieler für die zweite Mannschaft des HK Traktor Tscheljabinsk, für die er ebenfalls in der Perwaja Liga spielte, ehe er die Saison 2008/09 bei der Profimannschaft von Juschny Ural Orsk in der Wysschaja Liga, der zweiten russischen Spielklasse, beendete.
Ab der Saison 2009/10 stand Beloussow parallel für die Profimannschaft seines Ex-Klubs Witjas Tschechow in der Kontinentalen Hockey-Liga sowie für dessen Juniorenmannschaft in der multinationalen Nachwuchsliga Molodjoschnaja Chokkeinaja Liga auf dem Eis. Zwischen 2012 und 2014 erhielt Beloussow zudem Einsätze beim HK Kuban Krasnodar und Titan Klin aus der zweiten Spielklasse, ehe er im November 2013 gegen Airat Siasow von Neftechimik Nischnekamsk eingetauscht wurde.
Im Juni 2014 wurde Beloussow vom KHL-Rückkehrer HK Lada Toljatti unter (Probe-)Vertrag genommen. Nach vier Jahren in Toljatti wurde Beloussow im Mai 2018 von Awtomobilist Jekaterinburg verpflichtet.

## KHL-Statistik
(Stand: Ende der Saison 2018/19)